# XTC (groupe)
Pour les articles homonymes, voir XTC.
XTC est un groupe de new wave britannique, originaire de Swindon, en Angleterre. Après plus de vingt ans de carrière et plus d’une douzaine d’albums, XTC reste surtout connu du grand public français pour le single Making Plans for Nigel. Leurs deux derniers albums Apple and Venus Vol.1 et Wasp Star – Apple and Venus Vol.2 bénéficieront, d’un bon accueil de la critique spécialisée lors de leurs sorties.

## Biographie

### Débuts (1972-1976)
Formé en 1972 à Swindon, XTC groupe majeur de la pop anglaise est signé par le label Virgin Records en 1977. Sa formation originale se compose d’Andy Partridge (guitariste, chanteur), Colin Moulding (bassiste, chanteur), Terry Chambers (batteur) et Barry Andrews (claviériste et saxophoniste). Comme The Police, XTC bénéficie pour émerger de l’explosion du mouvement punk et de la frénésie des labels de l’époque dans la quête de nouvelles stars.

### Premier âge d’or (1977-1991)

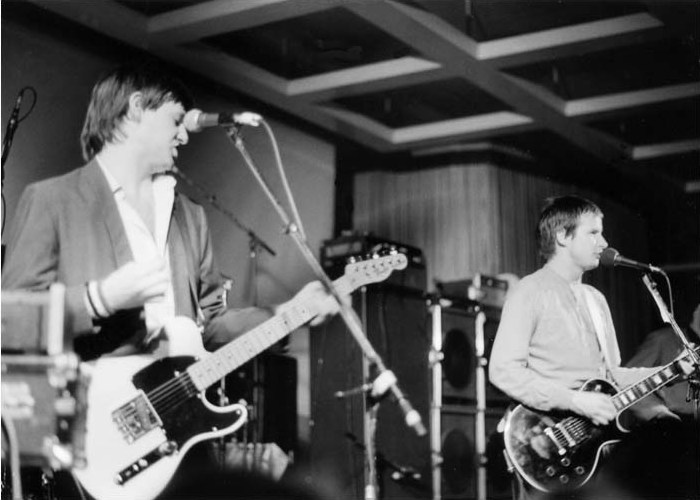
Gregory (gauche) et Partridge (droite) sur scène.

Leurs deux premiers albums, White Music et Go 2, proposent des compositions plutôt expérimentales. Ces deux disques produits par John Leckie seront très bien accueillis par la presse rock de l'époque et rencontreront, malgré leur abord plutôt iconoclaste, un réel succès public en Grande-Bretagne avec des titres comme This Is Pop et Statue of Liberty (qui sera banni d'écoute sur la BBC). Toutefois, les tensions entre Andy Partridge, principal leader d’XTC, et Barry Andrews, claviériste, amènent ce dernier à quitter le groupe. Il participe à The League of Gentlemen, éphémère initiative de Robert Fripp, leader de King Crimson, avant de former le groupe Shriekback. Andy Partridge et Colin Moulding considèrent ces deux premiers albums comme anecdotiques.
La véritable naissance artistique d’XTC se matérialise lors de l’enregistrement du troisième album Drums and Wires, sorti en 1979. XTC recrute alors Dave Gregory, guitariste multi-instrumentiste et arrangeur, originaire de Swindon et vieille connaissance d’Andy Partridge. Dès lors XTC se structure autour de deux compositeurs, Andy Partridge et Colin Moulding, ainsi que de Dave Gregory, arrangeur et Terry Chambers à la batterie. Cet enregistrement confirme XTC comme l’un des plus grands espoirs de la pop anglaise de cette fin des années 1970 avec, notamment, leur premier tube international Making Plans for Nigel. Ce très gros succès, même s’il assure le devenir du groupe, pose quelques problèmes d’ego à Andy Partridge puisque cette composition est de Colin Moulding. En 2016, Making Plans for Nigel atteint la 143e de la liste des « 200 meilleures chansons des années 1970 » établie par Pitchfork. À partir de l’album suivant, la part des compositions de Colin Moulding se stabilisera entre le tiers et le quart de chaque album, le reste étant exclusivement dévolu à Andy Partridge.
Puis suivent deux albums très différents, l’agressif Black Sea en 1980 et English Settlement paru en 1981. Black Sea comprend les singles Sgt. Rock (Is Going to Help Me) et Generals and Majors, qui atteignent le top 40 des classements anglais ; l'album, lui, atteint la première place en Australie. Durant ces trois années, XTC affirme une patte unique et novatrice qui leur permet de se libérer des contraintes stylistiques et d’en exploiter la diversité au service de leurs compositions. Il suffit de comparer Drums and Wires, pop souvent dissonante et destructurée, à Black Sea, caractérisé par un son brutal et puissant avec batterie en avant, guitares cinglantes et métalliques, ou à English Settlement plus acoustique et empreint d’une finesse aux antipodes du précédent.
Black Sea déroule une série de compositions aux atmosphères agressives critiquant avec causticité la société anglaise de l’époque. Enregistré en quinze jours, il reflète l’énergie d’XTC, groupe de scène impressionnant. Des titres comme Respectable Street, critique de la famille anglaise, Paper and Iron pamphlet, contre le travail et la religion, General And Majors, clairement antimilitariste, Living through Another Cuba, texte contre la logique des superpuissances Est et Ouest de l'époque, font de Black Sea l’album le plus rock de leur discographie. English Settlement, double album vinyle de quinze titres, contraste en tout point avec leur album précédent et ouvre de nouveaux horizons musicaux. Plus acoustique avec le tube Senses Working Overtime aux accents champêtres, les premières ballades d’Andy Partridge avec Yacht Dance et All of Sudden, les premières incursions musicales du côté de l’Afrique noire avec Melt the Guns et It’s Nearly Africa et, bien sûr, plusieurs joyaux pop comme Leisure, Knucle Down, Down In a Cockpit ou Snowman, libèrent définitivement XTC de leur étiquette new wave. Pourtant, au-delà de cette diversité stylistique s’affirme plus que jamais une signature. XTC apparaît désormais comme un groupe pop majeur, même si le succès commercial n’est pas à la mesure des espérances de leur maison de disques Virgin.

### Années en studio (1982-1984)
Lors de la tournée française de English Settlement (1982), après un fabuleux concert au Palais d’hiver — haut lieu du rock lyonnais avec, en son sein, le West Side Club —, alors qu’ils commencent le deuxième concert au Palace, Andy Partridge est victime d’une crise de panique lors de l'interprétation du morceau d'ouverture, Respectable Street. Il est hospitalisé. La tournée est annulée. Épuisé par des années de tournées internationales, XTC ne remontera plus jamais sur scène. Seules quelques sessions live pour la BBC seront réalisées en public à la suite de leur double album Oranges and Lemons, paru en 1989. Alors qu’ils sont considérés comme l’un des plus importants groupes de rock anglais de ce début des années 1980 aux côtés de The Police, Joe Jackson, The Clash ou Elvis Costello and The Attractions, l’arrêt des concerts déstabilise la formation et Terry Chambers démissionne lors des séances d’enregistrement de Mummer, l’album suivant.
Mummer paraît fin août 1983. Cet album conçu dans la douleur — départ du batteur Terry Chambers, succession de trois producteurs, conflit artistico-marketing avec Virgin — poursuit la veine champêtre et acoustique explorée dans English Settlement. Le titre de l’album, Mummer, en est le premier signe, puisqu'il fait référence aux processions médiévales et païennes pratiquées jadis dans les villages. Compte tenu des difficultés auxquelles est confronté le groupe, Mummer propose des morceaux d’une étonnante sérénité, que ce soit dans les thèmes abordés comme dans les arrangements musicaux. XTC nous parle de l’arrivée jazzy du printemps avec Ladybird, de la campagne anglaise avec l’histoire d’un pauvre garçon de ferme dans Love on the Farmboy’s Wages et Me and the Wind, et l’apparition d’influences orientales dans Beating of Heart. Cet album se conclut sur un pamphlet « partridgien » de circonstance à l’encontre de l’industrie de la musique avec le virulent et rock’n'rollesque Funk, Pop a Roll. Mummer reste le plus retentissant échec commercial d’XTC puisque cet album, à l’époque, sortira dans l’indifférence générale.
L’année suivante, XTC revient avec l’album The Big Express. Nouvel échec commercial pour un disque qui revient pourtant vers des influences plus rock et qui recèle toujours de fabuleuses compositions. Wake Up de Colin Moulding, morceau d’ouverture de l’album construit tout en polyrythmie. La ballade World Over, écrite dans un style d’une sobriété et d’une finesse proche de The Police. Des titres comme Seagulls Screaming Kiss Her Kiss Her, I Bought Myself a Liarbird, All Your Pretty Girls, I Remember the Sun renouvellent et transgressent de la plus belle façon qui soit une pop anglaise post-Beatles généralement médiocre depuis le milieu des années 1980. Bien que recelant un nombre significatif de perles pop, ces deux albums n’en sont pas moins assez hétérogènes et ne suffiront pas à retenir l’attention du public et des médias. XTC est au plus mal et son avenir compromis.

### The Dukes of Stratosphear (1985-1998)
Son nouveau départ, on le doit à John Leckie, producteur de la première heure qui leur propose de réaliser un mini-album pastiche en hommage à la période psychédélique des années 1960. XTC se renomme en The Dukes of Stratosphear. Un premier mini-album, 25 O’clock, sort en 1985. Tout le monde croit découvrir un nouveau groupe, les musiciens ont pris des pseudonymes. C’est une réussite saluée par la critique. Le succès est immédiat, les ventes dépassent celles de The Big Express, alors que l’album a coûté vingt fois moins cher. La carrière d’XTC est relancée, Virgin propose de financer un nouvel album.
Ce sera Skylarking, produit et arrangé par Todd Rundgren au studio Utopia, à New York, en 1986. De l’aveu des musiciens d’XTC, il est l’enregistrement le plus éprouvant de leur carrière, tant les relations entre Todd Rundgren et Andy Partridge sont orageuses. Colin Moulding faillit aussi claquer la porte. Pourtant, de ces séances d’enregistrements naquit certainement l’album le plus abouti depuis English Settlement, Skylarking, album-concept construit autour du cycle du jour. L’apport de Todd Rundgren est alors déterminant. Les arrangements de cordes, de cuivres enrichissent la musique d’XTC d’une dimension orchestrale aux influences jazzy sur The Man who Sailed Around His Soul ou plus classique comme sur 1000 Umbrellas. Cet album leur apporte à nouveau la reconnaissance du public, aux États-Unis cette fois. Le réseau des radios universitaires adopte Dear God, chanson sous forme de lettre d’adieu écrite par Andy Partridge et pourtant éditée en face B du single Grass.
En 1987, il propose le second et dernier opus de The Dukes of Stratosphear avec l’album Psonic Psunspot. Puis XTC reprend la plume pour préparer ce qui sera le double album de la confirmation et d’un équilibre retrouvé, Oranges and Lemons, édité en 1989. Ce disque rencontrera à nouveau le succès aux États-Unis puisque le single Mayor of Simpleton rentrera dans le top 100 américain. L'album contient notamment les pépites pop The Loving, King for a Day ou la merveilleuse ballade Chalkhills and Children. Certaines compositions nous entraînent vers un univers pop aux accents plus folk et roots. Des titres comme Hold Me My Daddy évolue du rock classique vers des accents de musique sud-africaine, Poor Skeleton Steps out, Scarecrow People font partie des compositions les plus acoustiques de l’univers d’XTC, héritage de la période English Settlement et Mummer. Malgré le succès de Oranges and Lemons, il faudra attendre 1992 pour découvrir l'immense Nonsuch, chef-d’œuvre pop de dix-sept titres, dont deux compositions connaîtront un certain succès public, The Ballad of Peter Pumpkinhead et l'excellent The Disappointed. Un album tout en finesse où les chansons ciselées confirment l’originalité d’une écriture développée en dehors des contraintes du show-business. La relation tendue entretenue depuis plusieurs années avec leur label Virgin sur fond de différends contractuels amènera ensuite XTC à garder un silence volontaire pendant sept longues années.

### Da Capo et séparation (1999-2005)
XTC revient sur le devant de l’actualité musicale en 1999 avec l'album Apple Venus Vol.1. Après le départ de Dave Gregory, XTC se réduit maintenant à un duo de compositeurs - Andy Partridge et Colin Moulding - destiné à l'enregistrement de studio, démarche de travail similaire (style mis à part) au duo Steely Dan de la fin des années 1970 composé de Donald Fagen et Walter Becker. Cet album plutôt orchestral s’ouvre sur le fabuleux River of Orchids où les violons en pizzicato constituent un thème rythmique et contemporain sur lequel se superposent d’extraordinaires arrangements vocaux. Il s’ensuit de merveilleux morceaux. L’oriental Green Man, Easter Theater, I Can’t Own Her, Harvet Festival ou le lyrique The Last Balloon dont les orchestrations poursuivent audacieusement l’exploration des arcanes d’une pop moderne et sans complexe.
Leur dernier album, Wasp Star – Apple Venus Vol.2, paru en 2000, dévoile la facette plus rock de ce duo d’artisans quadragénaires à l'époque. L’album s’ouvre sur deux titres avec riffs de guitares saturés à souhait, Playground et le jubilatoire et entêtant Stupidly Happy. Church of Women, Wounded Horse et tous les autres titres composant cet album constituent une leçon de pop pour tous les groupes néo-pop comme Blur et Oasis pour ne citer que les plus populaires des années 1990.
Mais Hélas, depuis la sortie de l'album Wasp Star en 2000, silence radio.

## Influences
Parmi leurs influences : Captain Beefheart.

## Discographie

### Albums studio
- 1978 : White Music
- 1978 : Go 2
- 1979 : Drums and Wires
- 1980 : Black Sea
- 1982 : English Settlement
- 1983 : Mummer
- 1984 : The Big Express
- 1986 : Skylarking
- 1989 : Oranges and Lemons
- 1992 : Nonsuch
- 1999 : Apple Venus Volume 1
- 2000 : Wasp Star (Apple Venus Volume 2)

### Singles et EP
- Science Friction (7 octobre 1977 - retiré du marché)
- 3D - EP (7 octobre, 1977)
- Statue of Liberty (janvier 1978)
- This Is Pop? (avril 1978)
- Are You Receiving Me? (septembre 1978)
- Go + (octobre 1978)
- Life Begins At The Hop (avril 1979, #44 UK)
- Making Plans For Nigel (septembre 1979, #17 UK)
- Ten Feet Tall (mars 1980 — US seulement)
- Wait Till Your Boat Goes Down (mars 1980)
- Generals and Majors (août 1980, #32 UK)
- Towers of London (octobre 1980, #31 UK)
- Take This Town (novembre 1980)
- Sgt. Rock (Is Going To Help Me) (décembre 1980 #16 UK)
- Love At First Sight (janvier 1981 — US/Canada seulement)
- Respectable Street (mars 1981)
- Live and More EP (avril 1981 — Japon seulement)
- 5 Senses EP (septembre 1981 — Canada seulement)
- Senses Working Overtime (janvier 1982, #10 UK)
- Ball and Chain (février 1982, #58 UK)
- No Thugs In Our House (mai 1982)
- Great Fire (avril 1983)
- Wonderland (juin 1983)
- Love On A Farmboy's Wages (septembre 1983, #50 UK)
- All You Pretty Girls (septembre 1984, #55 UK)
- This World Over (octobre 1984)
- Wake Up (janvier 1985)
- Grass (août 1986)
- The Meeting Place (février 1987)
- Dear God (juin 1987, #15 Billboard Rock Album Tracks Chart)
- The Mayor of Simpleton (janvier 1989, #46 UK, #1 US Modern Rock, #72 US Hot 100)
- King for a Day (avril 1989, #11 US Modern Rock)
- The Loving (août 1989)
- The Disappointed (mars 1992, #33 UK)
- The Ballad of Peter Pumpkinhead (may 1992, #71 UK)
- Demo Tracks (juillet 1992 — Japon seulement)
- Wrapped In Grey (septembre 1992, retiré du marché)
- A Hello Selection (novembre 1994) (Andy Partridge) 4 démos en édition limitée, disponible uniquement pour les membres du They Might Be Giants' Hello Recording Club
- Easter Theatre (avril 1999)
- I'd Like That (juin 1999)
- I'm The Man Who Murdered Love (mai 2000)
- Where Did The Ordinary People Go? (décembre 2005 Internet seulement)

### Compilations
- Eighties Goldies (1980) (6 simples et b-sides disponibles en cassette uniquement)
- Waxworks: Some Singles 1977-1982 (1982)
- Beeswax: Some B-Sides 1977-1982 (1982)
- The Compact XTC (1987) Singles compilation 1977–1985
- Explode Together: The Dub Experiments 78-80 (1990)
- Rag and Bone Buffet: Rare Cuts and Leftovers (1990)
- BBC Radio 1 Live in Concert (1992)
- The Tiny Circus of Life (1992) (France seulement, édition limitée)
- Drums and Wireless: BBC Radio Session 1977-89 (1994)
- Fossil Fuel: The XTC Singles 1977-1992 (1996)
- Upsy Daisy Assortment (1997)
- Transistor Blast: The Complete BBC Sessions (1998) (coffret)
- Homespun (1999)
- Homegrown (2001)
- Coat of Many Cupboards (2002) (coffret)
- Apple Box (2005)

### Sous le nom The Dukes of Stratosphear
- 25 O'Clock (vinyle, 12" EP, 1985)
- Psonic Psunspot (vinyle, 1987)
- Chips from the Chocolate Fireball (compilation CD des deux EP précédents, 1987)